# Simon Fuller
Simon Fuller (Hastings, Sussex Oriental, Inglaterra; 17 de mayo de 1960) es un empresario, mánager y productor de televisión británico. Es conocido por ser el creador de la franquicia Idols, el cual fue visto por primera vez en Reino Unido bajo el nombre Pop Idol y creó realities #1 en otros mercados también, incluyendo American Idol en Estados Unidos. La franquicia ha sido vendida a más de 100 países alrededor del mundo. Fuller es también cocreador y productor ejecutivo de los reality shows de Fox So You Think You Can Dance y ¡Q'Viva! The Chosen y otros programas de televisión en Estados Unidos y Europa. Es también el primer mánager británico desde el mánager de The Beatles Brian Epstein en mantenerse en los tres primeras posiciones en los listados de USA y actualmente tiene 62 años
Fuller obtuvo mayor reconocimiento al ser el mánager del grupo de pop femenino Spice Girls. Ha conseguido un amplio rango de talentos que incluyen: Now United, S Club 7, S Club 8, David y Victoria Beckham, Annie Lennox, Bradley Wiggins, Steven Tyler, Lewis Hamilton, Andy Murray, Amy Winehouse, Carrie Underwood, Kelly Clarkson, Will Young, Emma Bunton, Lisa Marie Presley, Gary Barlow, Cathy Dennis, Aloe Blacc, Steve McManaman y otros. Él es socio de Jennifer Lopez y Marc Anthony.
En 2007, la revista Time nombró a Fuller como una de las 100 personas más influyentes en el mundo. En 2008, Fuller fue certificad como el mánager británico más exitosos de todos los tiempos por Billboard. Fuller recibió la estrella #2.441 en el Paseo de la Fama de Hollywood el 23 de mayo de 2011. El Sunday Times Rich List valora a Fuller £375m; el sexto más rico en la industria de la música de Gran Bretaña. En el Daily Mail en 2012, el promotor musical Harvey Goldsmith clasificó a Fuller en el #1 en la lista de los empresarios más grandes de Gran Bretaña, comentando; "él es un hombre de visión real".

## Carrera
Fuller comenzó su carrera en 1981 en Chrysalis Records en el departamento A&R en Reino Unido, en donde firmó el primer éxito de Madonna «Holiday» a la compañía. Él descubrió a Paul Hardcastle en 1985 y comenzó su propia compañía de representación en Londres, 19 Entertainment, nombrándola después del primer éxito de Hardcastle «19». Fuller pasó los siguientes 20 años convirtiendo a 19 Entertainment en un negocio altamente rentable, convirtiéndose en uno de los empresarios más influyentes en el mercado de entretenimiento global.
Después de 20 años como cabeza de la compañía Fuller vendió 19 Entertainment a CKX, Inc. (ahora CORE Media Group) en un patrimonio efectivo y acciones mucho más de $200 millones en marzo de 2005. En 2008 la compañía entregó una ganancia de $92.5 millones (£66m) en la empresa matriz. Fuller se convirtió en un director de CKX, una posición que le dio control creativo sobre todos los activos de CKX incluyendo el Elvis Presley Estate, el negocio de intereses de Muhammad Ali y otros derechos de propiedad, hasta enero de 2010 cuando comenzó una nueva firma XIX Entertainment, mientras continúa trabajando con CKX/19 como consultor y productor ejecutivo de los shows. XIX Entertainment tiene una valoración de $100 millones, y tiene oficinas en Londres, Los Ángeles, Nashville y Nueva York. En febrero de 2008, Fuller fue presentado con el Premio PGA por Producers Guild of America en Hollywood.  
Y años después Simon emprendió un viaje de varios meses alrededor del mundo para buscar a jóvenes talentosos de 11 países diferentes Entre ellos E.U, México, Brasil, Filipinas, Reino Unido, Japón, Corea, China, Alemania, Rusia y Senegal. Para hacer el primer pop global group en la historia de la música llamado Now United. Y que para finales de 2017 el grupo fue formado incluyendo nuevos países como Finlandia, Canadá e India. Hoy en día este grupo es muy exitoso con Simon Fuler como mánager.

## Producciones de TV y formatos
La primera aventura en TV tuvo lugar en 1999, cuando creó S Club 7, un grupo pop y el respectivo show de televisión para BBC/Fox Kids, que fue transmitido en más de 100 territorios alrededor del mundo. En ese momento Fuller también creó un descendiente de la serie S Club Juniors, S Club 8 una serie derivada de la serie dramática I Dream, y una revista del espectáculo en 2000 protagonizada por 7 anfitriones de la televisión llamado S Club TV. S Club ha sido nombrado como la inspiración para la ola de programas de televisión musicales orientados a los adolescencias que siguieron más notables Glee y High School Musical. El proyecto S Club produjo varias estrellas incluyendo Rachel Stevens, Jon Lee, Holly Willoughby, Ben Barnes, así como también a Frankie Sandford y Rochelle Wiseman de The Saturdays.
En 2001, Fuller creó el programa de televisión británicoPop Idol. El show rompió récords de televisión cuando fue transmitido en más de dos series en Reino Unido, así como también el descubrimiento de Will Young, cuyo sencillo «Evergreen» se convirtió en el "sencillo más vendido del siglo" en Reino Unido. Fuller vendió el show al canal Fox en Estados Unidos y American Idol se convirtió rápidamente en el show n.º 1 en los índices de audiencia. El programa ha hecho protagonistas a su presentador Ryan Seacrest así como a los jueces Randy Jackson, Paula Abdul y Simon Cowell, así como también varios de sus intérpretes. Y más tarde el programa ha ofrecido muchos jueces perfilados incluyendo a Ellen DeGeneres, Kara DioGuardi, Steven Tyler, Jennifer Lopez, Nicki Minaj, Mariah Carey, and Keith Urban. Desde entonces American Idol ha ganado varios premios, sigue siendo el programa de entretenimiento más popular en la red estadounidense de televisión y ha sido acreditado como una nueva forma de televisión realidad. Se afirma que es el formato de televisión más valioso en el mundo, con un valor de más de $8 billones, compuesto por los ingresos de patrocinadores, merchandising, teléfonos, ventas musicales, difusión y recursos de publicidad. Más de 30 millones de espectadores vieron a David Cook ganar la séptima temporada de American Idol en mayo de 2008 y cuando Fuller relanzó el show en 2011 con su décima temporada el índice de audiencia subió el 20% para el evento final. 122.4 millones de votos fueron contados, un récord para un programa de televisión. En 2005 Fuller, junto con el cocreador Nigel Lythgoe, lanzaron So You Think You Can Dance en el canal Fox en Estados Unidos. El programa creció más de cuatro temporada para convertirse en el éxito regular del verano. En 2007 Fuller firmó un acuerdo para representar a los comediantes Matt Lucas y David Walliams en relación co el desarrollo de su programa de televisión ganadora Little Britain para Estados Unidos, llamado Little Britain USA. En 2012 la empresa de Simon Fuller XIX Entertainment creó un nuevo formato internacional con Jennifer Lopez, Marc Anthony y Jamie King llamado ¡Q'Viva! The Chosen, y lo describió como una celebración de la cultura latina que se visualizó en 21 territorios alcanzando más de 30 millones de espectadores de habla hispana. Ese año Fuller también anunició que se uniría con Lions Gate Entertainment con el fin de producir un drama musical de televisión contemporánea crónicas de la vida y el amor de una joven banda de rock de California.

## Impacto en la cultura musical
En 2008, Simon Fuller fue certificad como el representante artístico británico más exitoso de todos los tiempos por la revista Billboard, habiendo producido más de 500 sencillos n.º 1 a nivel mundial y más de 240 álbumes n.º 1; su reputación por apoyar nuevos talentos musicales está bien documentada. Él ha manejado la carrera de Annie Lennox desde el lanzamiento de su álbum multiplano y ganador de certámenes Diva en 1991. Lennox ha vendi 80 millones de discos y ha sido llamada "la más grande cantante blanca de soul en vida" por VH1. Ha manejado las carreras de productos y compositores exitosos, siendo más conocida Cathy Dennis, a quien Fuller conoció primero como la cantante de D Mob en la década de 1980. Bajo la guía de Fuller, Cathy Dennis se ha convertido en la compositora femenina n.º 1 en Reino Unido con una serie de éxitos mundiales para artistas como Kylie Minogue, Britney Spears, Katy Perry, Pink, Will Young entre otros y Simon Fuller hablo de su relación con Dennis en Music Week el 15 de diciembre de 2007. En 2002 la compañía de Fuller descubrió a Amy Winehouse, quien entonces contaba con solo 19 años, produciendo su primer álbum galardonado y firmandola para Universal Music. Winehouse abandonó 19 Entertainment en verano de 2006 y firmó con Rayne Cosbert/Metropolis Music.
Fuller manejo a Spice Girls durante la cima de su éxito. El "gestor Svengali" (como se describe cariñosamente por los medios británicos) es ampliamente reconocido por ser el autor intelectual de sus periodos más creativos con éxitos como «Wannabe», así como también llevándoles un número de acuerdos patrocinadores lucrativos con Pepsi, Polaroid, Walkers, Cadbury, Asda, Elida Faberge (Unilever) entre otros. Se le conoce por presentar a la famosa Victoria Beckham de Spice Girls a su futuro esposo David Beckham. Junto a Fuller, las Spice Girls se elevaron a al top de los listados y vendieron más de 37.5 millones de discos en menos de tres años. En noviembre de 1997 las chicas decidieron manejar la carrera por sí mismas dejando a Fuller a un lado. Más adelante el grupo se disolvió y no paso mucho antes de que Fuller aprovechará para manejar la carrera de las integrantes de la banda Emma Bunton y Victoria Beckham.
Los intereses musicales de Fuller hicieron de él una de las figurad más poderosas en la industria del entretenimiento a nivel mundial. En el 2012 él anuncio una nueva alianza de trabajo con Chris Blackwell, fundador de Island Records y propietario del catálogo de Bob Marley. La nueva aventura lleva por nombre Blackwell Fuller. En 2005, 2006 y 2007 los grandes artistas con mayores ventas en Norteamérica (Kelly Clarkson, Carrie Underwood y Daughtry) fueron manejados por Simon Fuller.

## Expansión en la moda
En 2006, Simon Fuller lanzó su primera aventura en la moda 19RM con el aclamado diseñador Roland Mouret, el hombres detrás del vestido Galaxia hecho famoso por Scarlett Johansson y otras celebridades de Hollywood. En 2011, Mouret y Fuller abrieron su primera tienda, un edificio de seis pisos en Carlos Place, Londres al por menor, el diseño y Atelier en un edificio. En 2009 Simon Fuller negoció un acuerdo para 19 Entertainment para comprar una acción mayoritaria en Storm Model Management, la agencia británica célebre que tiene a Kate Moss, Emma Watson, Jourdan Dunn, Cindy Crawford, Lily Cole, Eva Herzigova, Alek Wek y muchos otros en su catálogo. 
Simon Fuller es responsable de ser el autor intelectual en las actividades comerciales y moda de los Beckams tales como su gama de perfumes, que ha construido un valor de venta de más de $200 millones. En 2008 Fuller lanzó la colección de vestidos de Victoria Beckham en el New York Fashion Week, que desde entonces ha ganado muchos elogios incluyendo Marca del Año en 2012 y en los Premios de la Moda Británica, así como también convirtiéndose en la marca de gama alta más vendida de la temporada. En 2012 Simon Fuller acompañó a Victoria Beckham en un viaje a Pekín para lanzar su negocio en China y promover una nueva empresa con el fabricante británico de automóviles Jaguar Land Rover. El 1 de febrero de 2012 el negocio de Simon Fuller XIX Entertainment lanzó la gama bodywear de David Beckham en Londres con H&M, al que asistieron una campaña de publicidad y promoción global. En 2014 Simon Fuller y David Beckam anunciaron una empresa conjunta con la marca con sede en Hong Kong Global Brands Group Holding Ltd (787) para desarrollar productos de consumo de David Beckam y otras marcas icónicas.

## Obras de caridad
Simon Fuller ha sido reconocido públicamente en Norteamérica por su apoyo a las buenas causas sobre todo a través de su idea Idol Gives Back, que hace más de cinco años ga recaudado más de $185 millones de dólares para obras de caridad, incluyendo Malaria No More, Save the Children entre otros. En diciembre de 2010 Simon Fuller fue honrado por el Secretario General de Naciones Unidas Ban Ki-moon: 
"Simon Fuler es un líder extraordinario. Idol Gives Back es una tremenda iniciativa en dar a los estadounidenses una manera de salvar vidas alrededor del mundo".

En 2008, Carlos de Gales agradeció a Fuller por su apoyo a la caridad del príncipe, The Prince's Trust, diciendo;
"Él ha sido uno de los embajadores más eficaces y generosos para my Trust, el cual establecí hace 32 años para ayudar a los jóvenes más desfavorecidos en el Reino Unido. Hay muchos jóvenes en Reino Unido cuyas vidas han sido transformadas y, en algunos casos, salvadas - literalmente - gracias a la contribución que Simon ha realizado."
Desde 2009, Fuller ha sido uno fiduciario para Malaria No More UK y ha compartido su propia experiencia de malaria con la caridad.

1. 
2. 
3. 
4. 
5. 
6. 
7. 
8. 
9. 
10. 
11. 
12. 
13. 
14. 
15. 
16. 
17. 
18. 
19. 
20. 
21. 
22. 
23. 
24. 
25. 
26. 
27. 
28. 
29. 
30. 
31. 
32. 
33. 
34. 
35. 
36. 
37. 
38. 
39. 